# Ворнер парк (стадион)
Ворнер парк (стадион) (енгл. Warner Park Sporting Complex) је спортски објекат у Бастеру, Сент Китс и Невис. Спортски комплекс укључује стадион Ворнер Парк, који је био један од домаћина Светског првенства у крикету 2007. године. Име је добио по сер Томасу Ворнеру, истраживачу који је основао прву енглеску колонију на Сент Китсу.
Источни сегмент комплекса садржи терен за крикет, павиљон, медија центар и места за 4.000 посетилаца. Каспацитет се може повећати уз привремене трибине на 10.000 места, за велике догађаје. Стадион је највећим делом финансирао Тајван уз донације у укупном износу од 2,74 милиона долара. Укупан пројекат коштао је 12 милиона долара, пола за стадион за крикет, а пола за фудбалске објекте.
Западни део комплекса обухвата фудбалски стадион, са 3.500 места. У северном делу парка налазе се три тениска терена, три терена за нетбол/одбојку, Академија за крикет Лен Харис и мала отворена савана, карневалски град, која се првенствено користи за одржавање карневалских свећаности.

## Употреба стадиона
Западна Индија је генерално користила стадион Ворнер Парк да угости ниже рангиране међународне тимове у Т20 крикету укључујући мечеве против Авганистана, Бангладеша и Ирске. Док Западне Индије остају непоражене на овом месту против тих тимова, претрпеле су неколико пораза против једине друге међународне екипе која је овде играла Т20 крикет, Енглеске, пошто су избачени са 45 и 71.
У ЦПЛ, Ворнер Парк је домаћин Ст Китс и Невис патриотима, али стадион је такође коришћен за неколико нокаут утакмица и 2021. години се користио као јединствено место за све ЦПЛ утакмице
Терен на стадиону Ворнер Парк има историју фаворизовања тимова који ударају други у Т20 са јаким преференцијама страна које побеђују када бацају први, (правила и изрази за крикет).